# Statere
Statere è il nome di diversi tipi di moneta dell'antichità. La moneta fu battuta da varie città greche nei diversi standard monetari, in argento, oro ed elettro.
Lo statere d'argento era la moneta più diffusa nell'antichità greca. Era il più alto nominale normalmente battuto e valeva in genere il doppio di una dracma.
Alcuni degli stateri più famosi furono:
- Lo statere di Atene, che mostrava al diritto la testa della dea Atena ed al rovescio la civetta - l'animale sacro alla dea - su un ramo d'ulivo.
- Lo statere di Corinto: al diritto Atena con elmo corinzio ed al rovescio Pegaso.
- Lo statere di Egina, con una tartaruga.